# Čičarija
Čičarija je  kraška geografska pokrajina v severovzhodnem delu Istre. Na severu meji na Podgrajsko podolje, na jugu na Podgorski kras ali Belo Istro. Rasprostira se v jugovzhodni smeri od Kozine v Sloveniji do Reke oziroma Reškega zaliva na Hrvaškem. 
Preko Čičarije se vlečeta dva vzporedna hrbta. Osrednji in najvišji del pokrajine je Slavnik, ki se razteza v dinarski smeri, to je od SZ proti JV. Preko 1000 m nad morjem segajo poleg Slavnika še Glavičorka-Razsušica (1083 m), Oštrič-Žabnik (1056 m) in Ribnik (1023 m), pri čemer je slednji vrh najjužnejši slovenski tisočak. Razen Slavnika so prej omenjeni vrhovi na meji s Hrvaško. Na hrvaškem delu je najvišji Orljak (1106 m), najvišji vrh celotnega pogorja/planote Čičarija pa je Veliki planik (1272 m) na Hrvaškem. 
Slavniško pogorje je sestavljeno iz krednih apnencev, v katere mestoma bočno segajo pliocenski apnenci.
Višje vzpetine so polne kraških vrtač in brezen. V celoti je to pusta pokrajina z veliko sredozemskega grmičevja, nad 800 m nadmorske višine prevladujeta bukev in jesen, pod to višino pa tudi drugi listavci (hrast puhavec, črni in beli gaber, leska).
Poletja so razmeroma hladna, zime pa ostre, saj je burja tukaj pogost pojav v mesecih od oktobra do marca. V kotanjah prihaja predvsem pozimi do jezer hladnega zraka, ki se lahko obdržijo več dni. Padavine so izdatne, ponekod na jugozahodnih pobočjih tudi do 2000 mm letno, vendar zaradi kraške sestave tal voda hitro ponikne in se nato pojavlja v podoljih kraških izvirih. V višjih legah je tudi precej snega. Kraška tla so za kmetijstvo preskromna. Na prsti vplivajo kamnine, nadmorska višina in relief. Sloj prsti je zelo tanek, še ta je pokarbonatna, več je je v uvalah in vrtačah. Čičarija s Slavnikom je ena najrevnejših pokrajin s prstjo.
Čičarija je ena najskromnejših slovenskih pokrajin, kar je predvsem posledica pomanjkanja vode. Samostojnih kmetij ni, vse vasi ležijo pod 700 m nadmorske višine. Prebivalci, ki se imenujejo Čiči, so že od nekdaj iskali zaposlitev v krajih od Trsta do Pulja in Reke. Največ prebivalcev je v Čičariji živelo leta 1910 - okoli 1050, ob popisu 1991 le še 135. Naselja so značilno sredozemska - gručasta, v novejšem času pa hiše gradijo ob cestah, kar jim daje videz obcestnega naselja. Starejše hiše so pritlične, včasih nadstropne, zidane iz kamna in krite s korci.
Na pobočju Slavnika leži Brezno pod Kotlom, globoko 404 m in je najglobje brezno na Krasu. Vršni del Slavniškega pogorja predstavlja zaščiteno območje Naravni spomenik Slavnik.